# Kernkraftwerk Forsmark
Das Kernkraftwerk Forsmark ist eines von drei im Betrieb befindlichen Kernkraftwerken in Schweden. Es erzeugt etwa ein Sechstel der schwedischen Elektrizität.
Das Kernkraftwerk besteht aus drei Kraftwerksblöcken mit Siedewasserreaktoren: Forsmark-1 (1011 Megawatt elektrische Nettoleistung, Inbetriebnahme 1980), Forsmark-2 (951 MW elektrische Nettoleistung, 1981 in Betrieb genommen) und Forsmark-3 (1190 MW elektrische Nettoleistung, 1985 in Betrieb genommen). Die Jahresproduktion liegt laut Vattenfall bei 20–25 TWh. Block 1 und 2 sind Reaktoren vom Typ BWR-75. Block 3 ist ein Reaktor vom Typ BWR-3000.
Schweden deckt rund 30,8 Prozent seines Strombedarfs mit Atomenergie aus drei Kernkraftwerken (Forsmark, Oskarshamn, Ringhals) mit insgesamt 6 aktiven Reaktorblöcken. Zwei weitere Anlagen mit zusammen drei Reaktoren (Ågesta und Barsebäck) wurden bereits permanent stillgelegt.

## Lage
Das Dorf Forsmark liegt an Upplands Küste etwa auf halbem Weg zwischen Gävle und Norrtälje. Der Reaktor befindet sich nördlich des Dorfes an der Ostseeküste.

## Betreiber
Betreiber des Kernkraftwerks Forsmark ist die Forsmark Kraftgrupp AB, eine Gesellschaft, die sich in Besitz von Vattenfall AB (66 %), Mellansvensk Kraftgrupp (Tochtergesellschaft von Fortum) (25,5 %) und Sydkraft Nuclear Power (8,5 %) befindet (Stand 2023). Vattenfall ist auch in Deutschland als Energieversorgungsunternehmen tätig.

## Geschichte

### Bau und Inbetriebnahmen
Forsmark ist das jüngste der schwedischen Kernkraftwerke und ging 1980 in Betrieb. Der Bau begann in den frühen 1970er Jahren und schaffte mehrere Tausend Arbeitsplätze. Es gab in dieser Zeit eine Phase, in der die Baustelle als größte Arbeitsstätte in den nordischen Ländern betrachtet wurde. Die ersten nuklearen Brennstoffe wurden 1977 an Forsmark geliefert, doch der kommerzielle Betrieb verzögerte sich noch bis 1980. Grund dafür war der Störfall in Harrisburg und das Warten auf die Ergebnisse eines Referendums, in dem Schwedens Bevölkerung über die Zukunft der Kernenergie abstimmte.

### Aufdeckung der Tschernobyl-Katastrophe
Durch die empfindlichen Instrumente des Kernkraftwerks war Forsmark am 28. April 1986 einer der ersten Orte außerhalb der Sowjetunion, an denen Anzeichen der Katastrophe von Tschernobyl bemerkt wurden. Damals wurde bei Arbeitern und am Gelände des Kraftwerks eine erhöhte Strahlung festgestellt. Zunächst wurde die Evakuierung von Forsmark eingeleitet, da man von einem Störfall im eigenen Kraftwerk ausging. Bei der Suche nach der Ursache der erhöhten Strahlung stellte sich dann heraus, dass diese von außerhalb kam.

### Störfall Juli 2006
Ein Kurzschluss außerhalb des Kraftwerkes Forsmark-1 führte am 25. Juli 2006 zur Trennung der Anlage vom Stromnetz und zur automatischen Reaktorschnellabschaltung. Um die Nachzerfallswärme des abgeschalteten Reaktors abzuführen, hätte ein Notkühlsystem automatisch anspringen müssen. Jedoch versagten Teile der Notstromversorgung für das Notkühlsystem, nur zwei von vier Siemens-Dieselgeneratoren sprangen an und versorgten die Nachkühlung mit Energie. Weil durch die Stromunterbrechung auch ein Teil des Steuerungssystems ausgefallen war, hatte die Betriebsmannschaft mehr als zwanzig Minuten lang keinen vollständigen Überblick über den Zustand des Reaktors. Danach konnten sie die beiden nicht automatisch angelaufenen Notstromgeneratoren per Hand starten.

#### Tragweite des Störfalls
Welche Auswirkungen der Störfall nach dem Stand der in Forsmark-1 eingesetzten Technik im schlimmsten Fall hätte haben können und wie nahe die Anlage durch den Zwischenfall an eine Kernschmelze gekommen war, wurde unterschiedlich bewertet, da die Schnellabschaltung und wesentliche Teile des Notkühlsystems funktionierten. Laut Aussage eines ehemaligen Konstruktionsleiters des Kraftwerks, Lars-Olov Höglund, wäre auch ein katastrophaler Ausgang möglich gewesen, weil die Stromversorgung nicht richtig funktioniert habe.
Die schwedische Strahlenschutzbehörde SKI und die finnische Strahlenschutzbehörde STUK hielten diese Aussage allerdings für übertrieben. Eine akute Kernschmelze sei zu keiner Zeit des Störfalls zu erwarten gewesen, dennoch sei der Zwischenfall sehr ernst zu nehmen.
Dabei wird weitgehend ignoriert, dass es lediglich dem Zufall geschuldet war, dass zwei Notstrom-Untersysteme (C und D) anliefen, während zwei Untersysteme (A und B) ausgefallen waren. Der Grund für das Nichtausfallen der Untersysteme C und D konnte nicht abschließend geklärt werden. Die vom Kurzschluss hervorgerufene Überspannung hätte nicht nur die Untersysteme A und B lahmlegen können, sondern auch die Untersysteme C und D. Das Nichtzuschalten aller Notstromdiesel hätte die Lage drastisch verschlechtert. Die Kosten des Zwischenfalls werden auf 12 Millionen Dollar geschätzt.

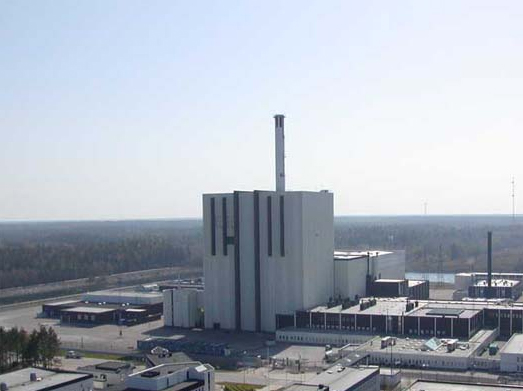
Block 1

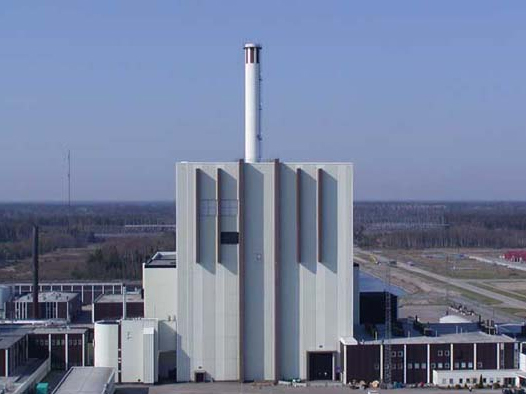
Reaktor 2 des Kernkraftwerkes Forsmark

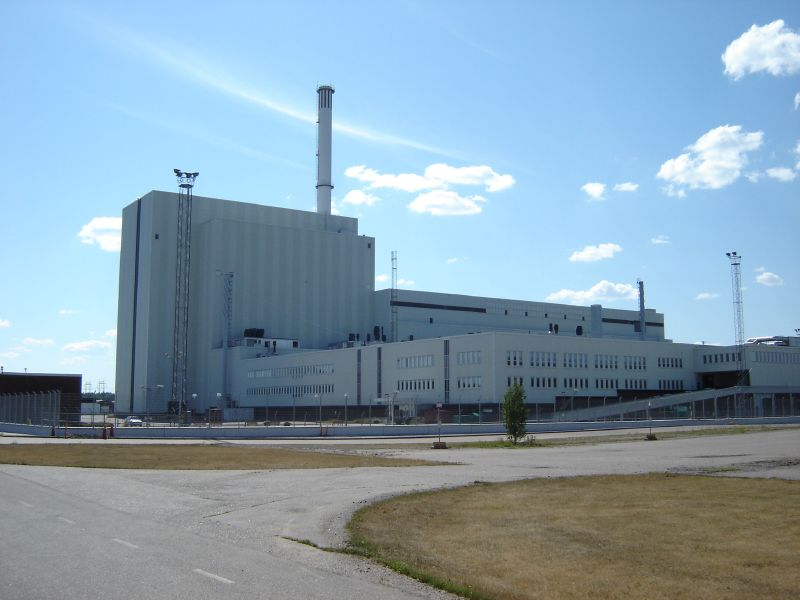
Block 3

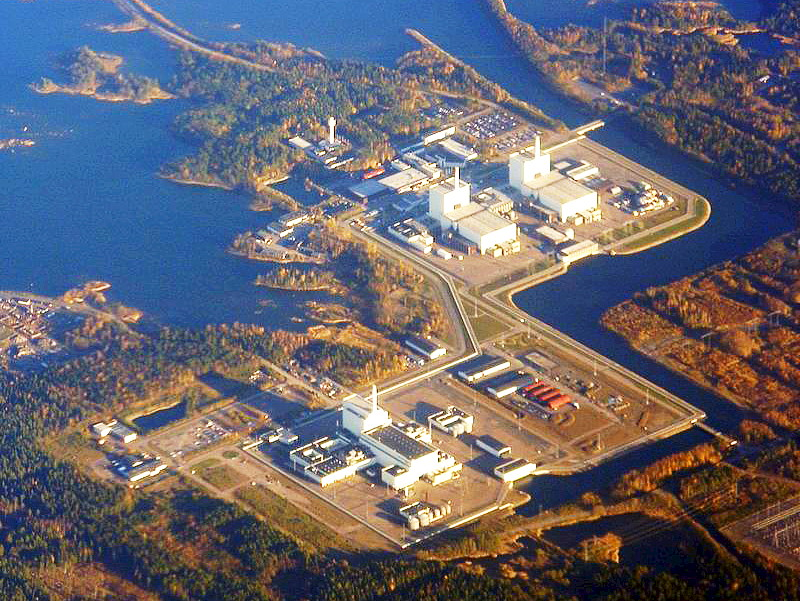
Luftaufnahme des Kernkraftwerks

#### Konsequenzen des Störfalls in Schweden
Als Konsequenz aus dem Vorfall blieben der betroffene Reaktorblock 1 in Forsmark und der baugleiche Block 2, der zum Zeitpunkt des Störfalls bereits zur alljährlichen Revision und zum Brennelementwechsel heruntergefahren war, bis auf weiteres abgeschaltet, ebenso zwei baugleiche Reaktorblöcke im Kernkraftwerk Oskarshamn. Die Betriebserlaubnis dieser vier Siedewasserreaktoren mit gleicher Technik wurde zurückgezogen und musste vor der Wiederinbetriebnahme erneuert werden.
Die schwedische Strahlenschutzbehörde SKI bewertete den Fehler in einer ersten Reaktion als Störfall (Stufe zwei) auf der von null bis sieben reichenden Internationalen Bewertungsskala für nukleare Ereignisse (INES). Vier Wochen nach dem Störfall gab der Vorsitzende des Reaktorsicherheitsausschusses der SKI, Björn Karlsson, zu, dass sich „durch die Klärung von Einzelheiten das Bild deutlich verschlechtert“ habe.
Die Strompreise in Schweden stiegen auf Rekordniveau.
Nachdem Beschäftigte von Forsmark einen „Verfall der Sicherheitskultur“ bemängelt hatten, räumte Vattenfall Sicherheitsmängel ein und die zuständige Staatsanwaltschaft nahm wegen des Verdachts auf eine strafbare Verzögerung der Abschaltung des Reaktors die Ermittlungen auf. Nach weiteren technischen Problemen, die erneut zu Reaktorabschaltungen führten, trat im Februar 2007 der Leiter des Kernkraftwerkes, Lars Fagerberg, zurück. Die Sicherheit der Anlage soll nun von der Internationalen Atomenergie-Organisation überprüft werden.

#### Wiederinbetriebnahme unter Auflagen
Etwa zwei Monate nach dem Störfall verweigerte die schwedische Strahlenschutzbehörde SKI zunächst eine neue Betriebsgenehmigung wegen Sicherheitsmängeln und verhängte Auflagen zur Erhöhung der Sicherheit. Am 28. September 2006 stimmte die SKI einem Wiederanfahren der Reaktorblöcke 1 und 2 zu. Die Betreiber waren den Auflagen der SKI nachgekommen, mussten jedoch die Sicherheit noch weiter verbessern und dazu einen Maßnahmenplan erarbeiten. Vor der Wiederaufnahme des Betriebs in Forsmark mussten die Notfallpläne noch überarbeitet, Pläne für die Schulung des Personals erarbeitet und Wartungsarbeiten verbessert werden.

#### Reaktionen auf den Störfall in Deutschland
Der teilweise Ausfall der Notstromversorgung warf auch in anderen Ländern Fragen nach der Sicherheit ihrer kerntechnischen Anlagen auf. In den deutschen Medien blieb der Störfall von Forsmark zunächst weitgehend unbemerkt. Er wurde vom deutschen Bundesministerium für Umwelt, Naturschutz und Reaktorsicherheit am 3. August 2006 als „sicherheitstechnisch ernstes Ereignis“ eingestuft – mit dem Ergebnis, dass auch in Deutschland alle Kernkraftwerke nochmals überprüft wurden. Innerhalb weniger Tage reichten die zuständigen Aufsichtsbehörden der Bundesländer Berichte der Kernkraftwerksbetreiber, die von ihren Experten begutachtet worden waren, an das Bundesumweltministerium weiter. Zentrale Fragestellung war für das Bundesumweltministerium, ob es in den deutschen Kernkraftwerken zu ähnlichen Störfällen kommen könnte.
Nach Angaben der Gesellschaft für Anlagen- und Reaktorsicherheit (GRS), der zentralen Fachinstitution Deutschlands auf dem Gebiet der nuklearen Sicherheit, sind diese Berichte nicht ausreichend. Eine ganze Reihe von Pannen habe den Störfall in der Anlage verursacht. Die GRS forderte daher eine gründlichere Überprüfung deutscher Kernkraftwerke.

#### Ablauf des Störfalles und aufgetretene Pannen

##### Ablauf
Am 25. Juli 2006 wurde der Reaktor Forsmark-1 nach einem Kurzschluss im Zusammenhang mit Wartungsarbeiten in der Umspannstation, über die das Kernkraftwerk seinen Strom ins öffentliche Netz einspeist, automatisch von der Stromversorgung getrennt. Das führte zu einem Lastabwurf des Generators, und die im Reaktor produzierte Wärme konnte nicht mehr in elektrische Leistung umgesetzt werden. Der Reaktor wurde über eine Schnellabschaltung auf 25 % seiner Nennleistung abgefahren; das heißt, die nukleare Kettenreaktion wurde auf die interne Kraftwerksversorgung reduziert. Jedoch war die Trennung von dem Kurzschluss nicht in der üblichen kurzen Zeit von etwa 100 ms erfolgt, es entstand daher zunächst Unterspannung und nach der Trennung Spannungsüberhöhungen (Transienten) von 120 % während einer Sekunde. Der Strom für die Steuerung des Kernkraftwerkes und der Speisepumpen, die die Nachzerfallswärme abführen müssen, fiel in zwei von vier internen Netzbereichen aus. Die interne Versorgung wurde daraufhin auf das Notstromsystem umgeschaltet.
Die Sicherheitssysteme des Kraftwerks Forsmark 1 sind vierfach redundant ausgelegt, d. h. die vier Untersysteme (A bis D) sind physisch getrennt und umfassen elektrische und mechanische Sicherheitseinrichtungen. Das werksinterne 230-V-Versorgungsnetz sollte bei Unterspannung aus vier separaten, batteriebetriebenen, als unterbrechungsfreie Stromversorgung (USV) ausgelegten Wechselrichtern (verzögerungsfrei) und das 6-kV-Netz aus vier Dieselgeneratoren (nach deren Hochlauf) gespeist werden. Von den vier Systemen gingen zwei USV- und zwei zugeordnete Diesel-Systeme (Untersysteme C und D) bestimmungsgemäß in Betrieb, die beiden anderen USV (Untersysteme A und B) hatten sich wegen der Störungen abgeschaltet; die zugeordneten Diesel waren zwar angelaufen, konnten wegen fehlender USV-Spannung aber nicht in Betrieb gehen.
Damit fehlte die Stromversorgung für einen Teil der 230-V-gespeisten Messgeräte in der Leitwarte und weitere Komponenten:
- Sensoren, Übertrager, Regler und Ereignis-Protokollierung
- Anzeigen und Überwachungseinrichtungen im Kontrollraum, z. B. Anzeige „Kontrollstäbe im Kern“ (für System A und B), Anzeige für die Neutronenüberwachung und für Druck und Wasserstand im Reaktordruckgefäß
- Feinbewegung der Antriebe für die Kontrollstäbe (alle Stäbe waren vom hydraulischen Schnellabschaltsystem eingefahren)
- Motorgetriebene Trennungs- und Druckreduzierventile hatten verlängerte Reaktionszeiten
- Die Motorantriebe für vier Umwälzpumpen fielen aus

Der Druck im Reaktordruckbehälter wurde für eine Zeit von 30 min auf 1,2 MPa reduziert. Der Wasserstand im Druckbehälter wurde auf 1,9 m über dem Kern stabilisiert. Die Sättigungstemperatur ging mit dem Druck zurück. Solch ein starker Temperaturwechsel ist vorkalkuliert worden und darf nicht öfter als 25 mal während der gesamten Standzeit des Reaktordruckbehälters vorkommen.
Die Versorgung und die Sicherung des Reaktors durch Abtransport der Nachzerfallswärme benötigt zwei Notstromaggregate, da jedes einzelne 50 Prozent der erforderlichen Notleistung liefern kann.
Nach 22 Minuten stellte das Wartungspersonal die Verbindung zwischen den spannungslosen 500-V-Schienen der dieselgestützten Subsysteme A und B und dem 6-kV-Netz wieder her, das während des ganzen Vorfalls aus dem externen 70-kV-Netz versorgt wurde. Diese manuellen Aktionen setzten die gesamte elektrische Versorgung des Kraftwerks wieder in Betrieb. Die Bedienungsmannschaft konnte wieder feststellen, dass die Kontrollstäbe alle in den Reaktorkern eingefahren waren. Von nun an gingen alle Teilbereiche des Hilfs-Speisewassersystems wieder in Betrieb, und der Reaktor erreichte bald seinen Nenn-Wasserpegel. Die aktivierten Sicherheitssysteme wurden manuell zurückgesetzt (in Bereitschaft) und die geöffneten Entlastungsventile geschlossen. Nach insgesamt 45 Minuten konnte die Betriebsmannschaft bestätigen, dass sich der Reaktor in einem sicheren und stabilen Abschaltmodus befand.

##### Ursachen
Die kritische Situation war aus zwei Ursachen entstanden:
1. Das Schutzsystem der 400-kV-Schaltstation arbeitete nicht schnell genug. Das lag daran, dass der Netzbetreiber Svenska kraftnät, der Eigentümer der Schaltstation, es versäumt hatte, einen Erdschluss-Sicherheitsschalter einzubauen, der für schnelle Trennung des Erdschlusses in 100 ms gesorgt hätte. Die so entstandenen Transienten verursachten, dass von den vier USV-Einheiten zwei (Subsysteme A und B) durch ihre interne Schutzeinrichtung für ihre elektronischen Gleich- und Wechselrichter von den Notstromversorgungsschienen abgetrennt wurden, noch bevor sie ihren Betrieb als Stromlieferant aus den Batterien an das Notstromnetz aufnehmen konnten. Ungenügende Selektivität zwischen Gleichrichterschutz (für die Batterieladung) und Wechselrichterschutz (für die Wechselspannungserzeugung aus der Batteriespannung) verursachte im Zusammenhang mit der Überspannung den Ausfall der beiden USV-Einheiten. Als direkte Folge davon konnten die zwei zugeordneten Dieselgeneratoren, die schon gestartet waren, wegen fehlender 230-V-Spannungsversorgung für die Drehzahlregelung mittels Tachogenerator nicht hochgefahren werden. Sie wurden vom 500-V-Netz getrennt und abgeschaltet.
2. Das Abschaltsystem der Kraftwerksgeneratoren bei Frequenzabweichung versagte infolge eines Design-Fehlers, weil zwei Phasen vertauscht waren. Diese Phasenabhängigkeit war nicht getestet worden. Eine Turbine war nach dem externen Kurzschluss – infolge zu geringen hydraulischen Drucks in dem Regelventilsystem – unter Nenndrehzahl gefallen, die Frequenz des Generators fiel unter 47,5 Hz. Das Abschaltsystem hätte bei der eingetretenen Frequenzabweichung das kraftwerksinterne Notstromnetz automatisch auf die externe 70-kV-Versorgung umschalten müssen, dann wäre der Spannungsausfall auf Sekunden statt auf Minuten begrenzt gewesen.
3. Ein dritter Fehler blieb ohne Wirkung. Das Startsignal für einen vorhandenen 70-kV-Gasturbinengenerator erreichte diesen nicht, weil ein Automatikprozessor nicht richtig arbeitete. Das blieb jedoch ohne Belang, weil das externe 70-kV-Netz die ganze Zeit über für die interne Kraftwerksversorgung verfügbar war.

Eine Schwäche des Sicherheitskonzepts des Kraftwerks zeigte sich hauptsächlich darin, dass der Hochlauf eines Notstrom-Dieselgenerators von der korrekten Funktion der zugehörigen USV-Einheit abhängt. USV und Dieselgenerator zusammen bringen auf diese Weise kaum höhere Sicherheit für das 500-V-Netz. Andere Kraftwerke speisen die Steuerung des Dieselhochlaufs direkt aus Batterien. Dass derselbe Fehler bei zwei von vier Systemen auftrat, wird von der schwedischen Behörde SKI als „Fehler mit gemeinsamer Ursache“ eingestuft, was die Sicherheitsauslegung der Notstromversorgung erheblich reduziert.

##### Stand der Korrekturmaßnahmen (14. September 2006)
Inzwischen wurde in Forsmark 1 die Spannungsversorgung für die Dieselhochlaufsteuerung auf Gleichspannungsspeisung aus den Batterie-Systemen umgestellt, in der externen 400-kV-Schaltstation wurde ein Schutzsystem eingerichtet und getestet. Auch die anderen genannten Fehlerursachen wurden beseitigt. Als längerfristige Maßnahmen sind eine Überarbeitung des Sicherheitsanalyseberichts und Pläne für präventive Wartung vorgesehen.

### Bombendrohung 2007
Nach einer Bombendrohung musste am 21. März 2007 das Gelände bis auf eine Notbesetzung evakuiert werden.

## Sicherheit
Im Oktober 2012 wurden Ergebnisse aus einem Stresstest bekannt, den die EU nach der Nuklearkatastrophe von Fukushima hatte durchführen lassen. Zu den besonders kritisierten Kernkraftwerken zählte dabei neben Olkiluoto in Finnland jenes in Forsmark. Demnach bliebe z. B. den Bedienungsmannschaften in diesen Kraftwerken weniger als eine Stunde Zeit, um eine unterbrochene Stromversorgung zur Aufrechterhaltung der zwingend notwendigen Reaktorkühlung wiederherzustellen, in Forsmark sogar nur 35 Minuten.

## Daten der Reaktorblöcke
Das Kernkraftwerk Forsmark hat insgesamt drei Blöcke:
| Reaktorblock | Reaktortyp         | Netto- leistung | Brutto- leistung | Baubeginn      | Netzsyn- chronisation | Kommer- zieller Betrieb | Abschal- tung |
| ------------ | ------------------ | --------------- | ---------------- | -------------- | --------------------- | ----------------------- | ------------- |
| Forsmark – 1 | Siedewasserreaktor | 987 MW          | 1025 MW          | 1. Juni 1973   | 6. Juni 1980          | 10. Dezember 1980       | (ca. 2040)    |
| Forsmark – 2 | Siedewasserreaktor | 1000 MW         | 1038 MW          | 1. Januar 1975 | 26. Januar 1981       | 7. Juli 1981            | (ca. 2040)    |
| Forsmark – 3 | Siedewasserreaktor | 1170 MW         | 1212 MW          | 1. Januar 1979 | 5. März 1985          | 18. August 1985         | (ca. 2040)    |